# Смаил-ага Ченгић
Смаил-ага Ченгић (крај 18. вијека, Јелашца, Калиновик — 5. октобар (23. септембар по јулијанском календару) 1840. погинуо на Мљетичку, у Дробњаку) је био муселим гатачки, пивски и дробњачки кога су убили Црногорци. Његова смрт је опевана у делу Ивана Мажуранића „Смрт Смаил-аге Ченгића“.
Породица Смаил-аге била је једна од најстаријих породица у Херцеговини, али су се потурчили. У бици на Грахову (1836) турску коњицу је предводио Смаил-ага и допринео је са својим одредом, па су Турци опколили Црногорце у Челинском потоку и посјекли 70 глава (међу овима су погинули Јоко (Јован), брат владике Петра II Петровића Његоша, владичин синовац Стеван и још неколико Петровића). Ченгићу је побједа над Црногорцима још више разнијела славу.
Од овога боја до 1840. Смаил-ага Ченгић није излазио у Дробњаке због страха од освете. Те године изашао је да купи харач. Крајем јула, дробњачки главари и сеоски кнезови, њих 12 на броју, одржали су један тајни састанак, по једнима у манастиру Подмалинском, а по другима у кули Чупића, на Добријем селима, и ту се договорили, да убију Смаил-агу. Ту своју одлуку саопштили су писмом, које је понио на Цетиње Мушо Церовић, владици Петру, а другим су позвали у помоћ Морачане и дробњачке ускоке, који су увијек били против Турака. Владика се томе обрадовао и обећао је Дробњацима помоћ у војсци и оружју. У исто доба владика је замолио и морачке главаре, од којих је био најважнији војвода Мина Радовић, да скупе војске и помогну Дробњацима да разбију турске харачлије и убију зликовца Смаил-агу.
Око Крстовдана Смаил-ага је кренуо из Липника са својом војском. Имао је око 500 коњаника и нешто послуге. Успут је чинио разна насиља. Дробњаци су били ријешили да Ченгића доведу до Мљетичка, села близу ускочких и дробњачких села, надомак Мораче и да ту изврше напад на Турке. Турци су били сви на коњима, били су добро наоружани, а Дробњаци су већином имали шешане и по коју малу пушку. Ченгић је пристао да иде на Мљетичак и с пратњом је кренуо с Пошћења 4. октобра и истога дана рано стигао на Мљетичак. У непосредној Ченгићевој пратњи били су Ахмет Баук, Елез Ђечевић и Оџа Мушовић из Никшића, а од Дробњака били су кнез Хамза, војвода Шујо и Филип Жугић. Новица Церовић, један од главних завјереника, још са Пошћења се вратио у Тушину, с налогом, да прикупи ускоке и приведе Морачане, и да на дани знак нападне Турке. Дан за напад био је утврђен 5. октобра. Ченгић се прибојавао Дробњака, па је сам с Ахметом Бауком, кнезом Хамзом и војводом Шујом, којима је вјеровао, одређивао људе на стражу. С Турцима око самога Ченгићевог шатора били су одређени Мијо Годијељ с Годијеља, Димитрије Ковијанић с Пошћења и Милић Томић с Превиша, три најбоље нишанџије у племену, с наређењем, да они, чим нападну ускоци и Морачани и почне се бој, убију Ченгића. За старјешину страже под планином, према Тушини, био је одређен војвода Мујо с налогом, да одржава везу с Новицом и ускоцима и Морачанима, које је предводио војвода Мина Радовић и који су се већ били прикупили у Тушини. Утврђено је било, да се Турци нападну пред зору. Послије извјесних неспоразума између Дробњака и Морачана око вођства, војска је кренула и на један сат пред зору напала Турке. Турци су се узбунили и помели. Ченгић је погођен од пушака из његове најближе околине. Дробњаци и војска су се измијешали и стали полусањиве Турке разгонити и убијати. Том приликом погинуо је 81 Турчин. Њихове су главе однесене у Тушину и Морачу, а Ченгићеву главу однијели су владици Раду на Цетиње Мирко Алексић, Новица Церовић и још неколико ускока. Лазар Томановић наводи податке да је Новица Церовић Његошу донео главу Смаил-аге Ченгића, иако га он није убио, но Алексић. Та глава се осушила на кули у Требињу.
Смаил-ага је имао једну жену и с њом седам синова, од којих су му били чувени Мухамед-бег и Дервиш-бег (Дедага), каснији паша.

## Везе Ченгића и манастира Пиве
Ченгићи су Пивски манастир држали као њихов вакуф, задужбину. Постоји прича да је Смаил ага Ченгић, а посебно његов син Дедага у Пиву често долазио и клањали се пред фреском која је наводно представљала Мехмед пашу Соколовића. Дедага је остављао прилог, а годишње је давао извесну количину жита, масла и воска. Ипак, Светозар Томић пише да се не зна који је муслиман насликан на ктиторској фресци. Могуће је да је на фресци неко од исламизираних Ченгића, и да се потомци нису клањали пред фреском Соколовића но пред својим претком, јер је у породичном предању Ченгића из Сарајева остао податак да је Пива њихов вакуф.